# Robotics (utställning)

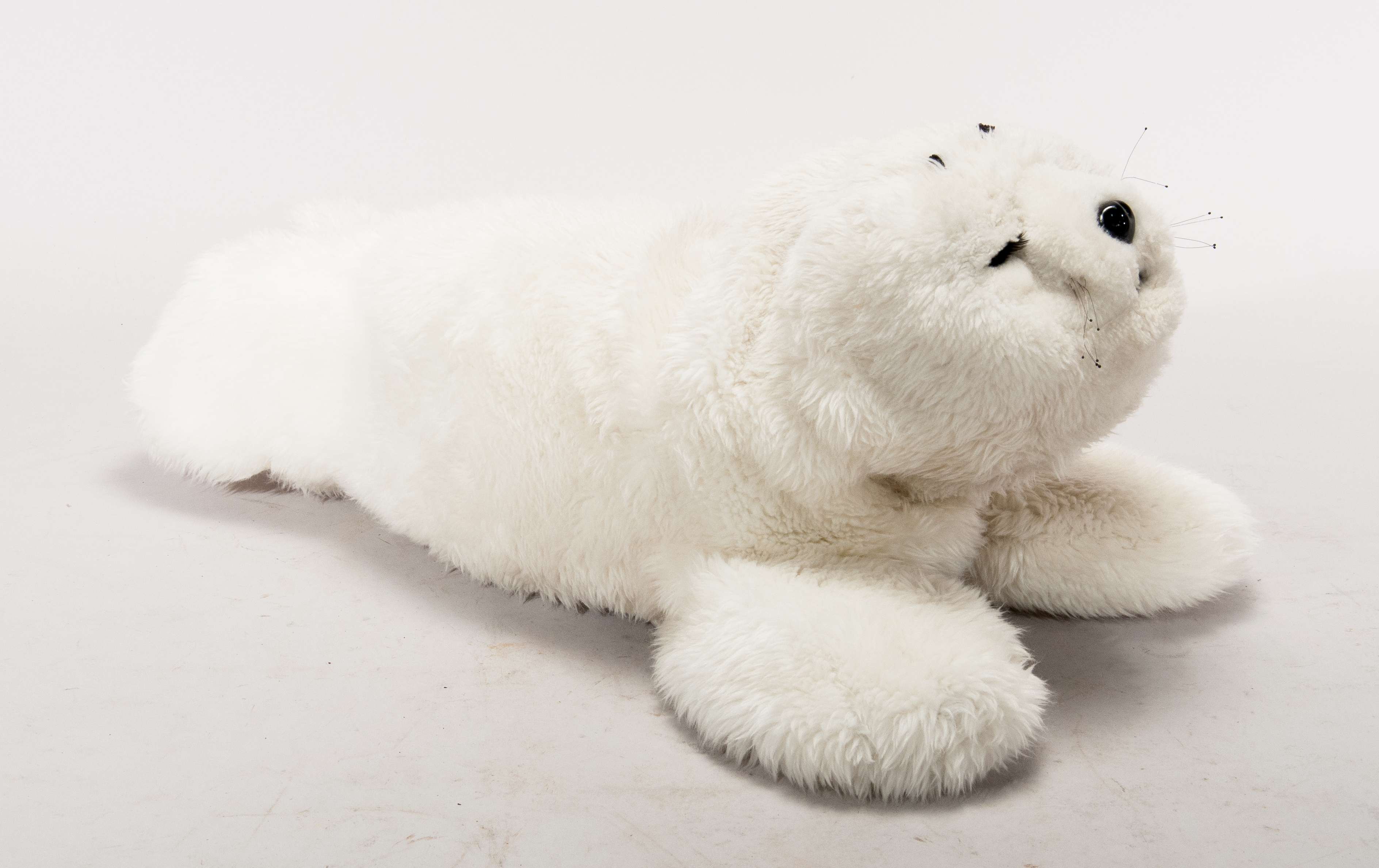
Robotsälen Paro visades på Tekniska museet från 2003 i utställningen Robotics.

Robotics var en utställning om roboten i alla dess former på Tekniska museet i Stockholm. Utställningen visades 2003–2007.

## Beskrivning
I utställningen visades roboten i alla dess former: nöjesrobotar, industrirobotar, personliga hjälprobotar, vårdrobotar och robotar från filmens och litteraturens värld. Utställningen indelades i flera avsnitt med skilda områden inom robottekniken. I Robotlabbet kunde besökare med hjälp av olika experimentstationer på egen hand ta reda på hur en robot fungerar. Till exempel visades en "elektronisk näsa" som känner av när någon skriver med tusch och stationen "logikträdet" som förklarade hur en dator tänker. Robotverkstaden med programmerbara Legorobotar var öppen för allmänheten på helger och bokade grupper på vardagar och har blivit en permanent verksamhet i museet sedan 2003. I Robotzoo fanns "livs levande" robotdjur som byggts av studenter vid Tekniska Högskolan i Stockholm, busiga robotungar, ormen Kaa och Rocke Rocka och den talande robotfågeln Kalle kakadua. I Hemmet visades en rad olika hemrobotar, både sådana som redan fanns i handeln som till exempel dammsugare och gräsklippare, och sådana som låg i framtiden. I Fabriken visades industrirobotar som användes inom industrin för en mängd olika uppgifter, till exempel hopsättning, svetsning, målning och sortering. I utställningen visades en så kallad flexpicker som gick att programmera att skriva besökarens namn och en robot som kunde trolla. Robotsälen Paro visades som exempel på robotar inom sjukvården.

Några exempel på robotdjur
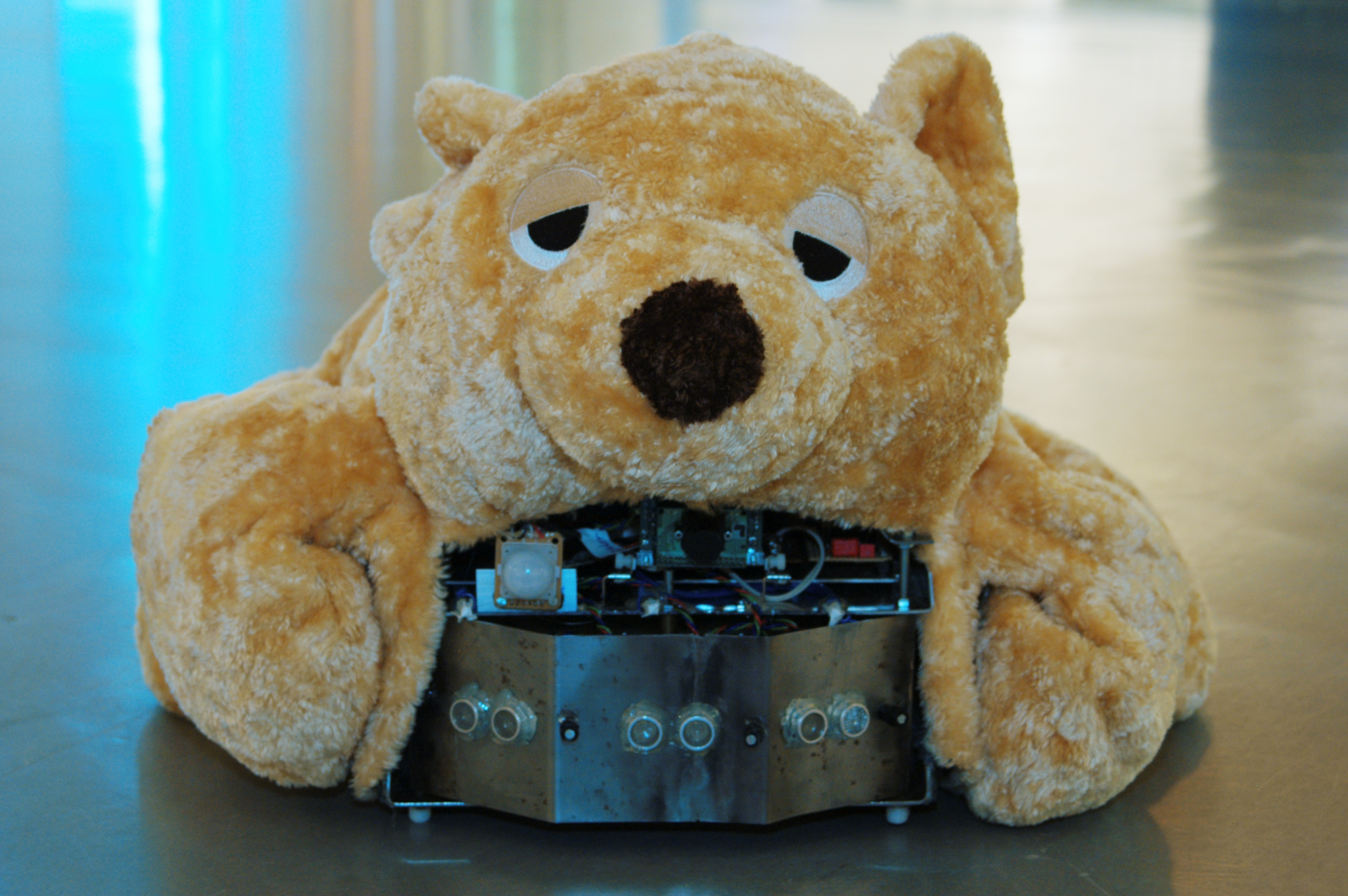
En robotbjörn som sjunger "Björnen sover"
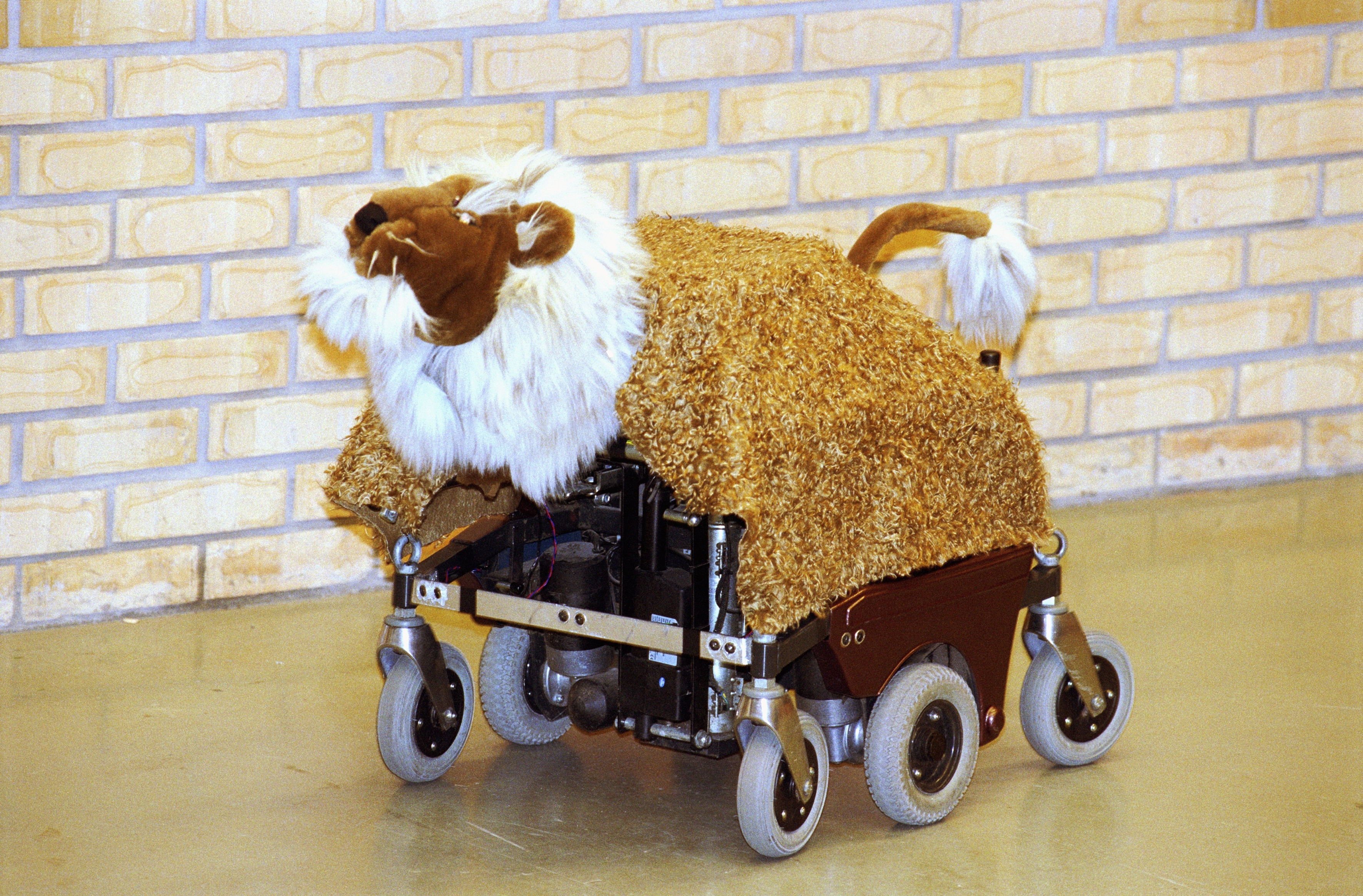
En lejonrobot som är byggd på en rullator som grund.
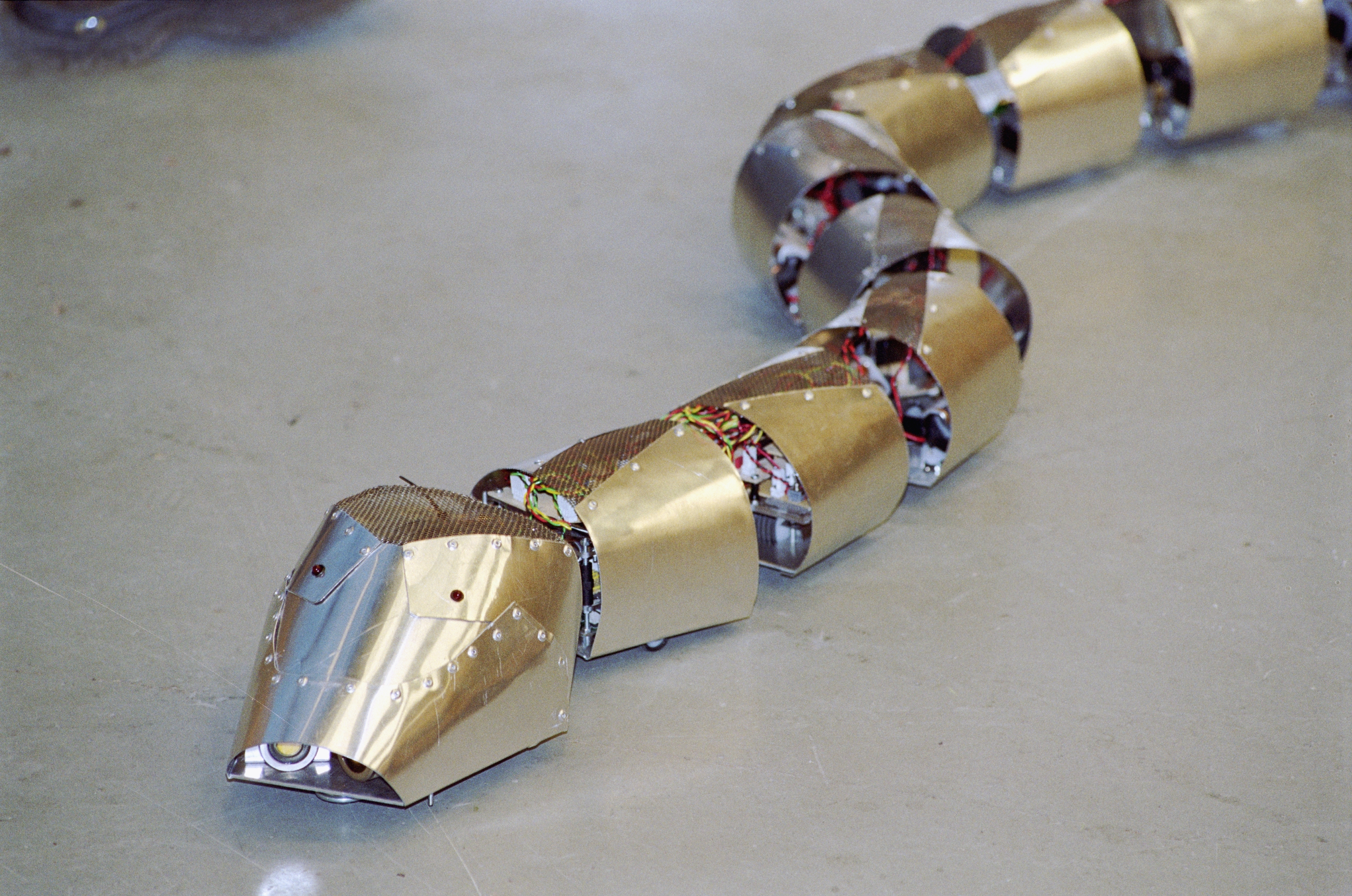
Robotorm med flera segment.

I samband med utställningen var Tekniska museet under några år medarrangör till First Lego League.